# Jerzy Borowiec
Jerzy Zygmunt Borowiec (ur. 1955 w Częstochowie, zm. 07.08.2023 roku w Tychach) – polski polityk, samorządowiec i inżynier ogrodnik, w latach 2000–2002 wiceprezydent Tychów, w latach 2002–2003 wicewojewoda śląski.

## Życiorys
W dzieciństwie przeprowadził się z Częstochowy do Tychów. Absolwent tamtejszego II Liceum Ogólnokształcącego im. Cypriana Kamila Norwida oraz Wydziału Ogrodnictwa Akademii Rolniczej w Poznaniu. W latach 80. pracował w Kombinacie Ogrodniczym w Tychach, Wojewódzkim Ośrodku Postępu Rolniczego w Łodygowicach i ZRPH „Igloopol” w Tychach. W latach 90. założył przedsiębiorstwo eksportujące żywność i podjął pracę w agencji reklamowej. Później objął m.in. funkcję szefa Tyskiego Towarzystwa Sportowego.
W 1985 został członkiem Zjednoczonego Stronnictwa Ludowego, a później Polskiego Stronnictwa Ludowego. Został szefem powiatowo-miejskich struktur partii i członkiem władz wojewódzkich. W 1998 wybrano go do rady miejskiej Tychów, w latach 2000–2002 pozostawał zastępcą prezydenta miasta do spraw społecznych. W 2001 bez powodzenia kandydował do Sejmu. 11 lipca 2002 objął funkcję wicewojewody śląskiego, odpowiedzialnego za rolnictwo (po rezygnacji Mariana Ormańca). Odwołano go 23 maja 2003 po wyjściu PSL z koalicji rządowej.
Żonaty z Elżbietą, socjologiem, mają dwie córki.